# Juana Díaz
Juana Díaz é uma municipalidade de Porto Rico.